# Alexis Fariña
Alexis Adrián Fariña Romero (nacido el 17 de diciembre de 2004) es un futbolista paraguayo que juega como mediocentro ofensivo en el Club Cerro Porteño de la Primera División de Paraguay.

## Trayectoria
Alexis Fariña inició su formación en las divisiones juveniles del Club Deportivo Capiatá, donde jugó en la categoría Sub-16 en 2019. Posteriormente, se incorporó a las inferiores del Club Cerro Porteño, donde continuó su desarrollo en la Sub-18 y Sub-20.  
En 2023, tras destacarse en la categoría Sub-20, fue promovido al primer equipo de Cerro Porteño. Su debut oficial en la Primera División de Paraguay se produjo el 13 de marzo de 2023 en un partido contra Sportivo Luqueño, ingresando como suplente y dejando una buena impresión con su rendimiento. En ese mismo encuentro, realizó una destacada jugada de taco que terminó en gol para su equipo.
Desde su debut, Fariña ha seguido sumando minutos en el primer equipo de Cerro Porteño, consolidándose como una joven promesa del club.

## Estadísticas

### Clubes
| Temporada | País                | Club                   | Categoría        | Partidos | Goles | Asistencias |
| --------- | ------------------- | ---------------------- | ---------------- | -------- | ----- | ----------- |
| 2025      | Bandera de Paraguay | Club Cerro Porteño     | Primera División | 2        | 0     | 1           |
| 2024      | Bandera de Paraguay | Club Cerro Porteño     | Primera División | 19       | 2     | 1           |
| 2023      | Bandera de Paraguay | Club Cerro Porteño     | Primera División | 7        | 0     | -           |
| 2023      | Bandera de Paraguay | Club Cerro Porteño     | Sub-20           | 5        | 1     | -           |
| 2022      | Bandera de Paraguay | Club Cerro Porteño     | Sub-20           | -        | -     | -           |
| 2021      | Bandera de Paraguay | Club Cerro Porteño     | Juniors Sub-18   | -        | -     | -           |
| 2019      | Bandera de Paraguay | Club Deportivo Capiatá | Juvenil Sub-16   | -        | -     | -           |